# Amastus polioscia
Amastus polioscia là một loài bướm đêm thuộc phân họ Arctiinae, họ Erebidae.